# Rifugio Vallaccia
Das Rifugio Vallaccia, alternative Schreibweise Rifugio Valacia, ist eine privat geführte Schutzhütte in der Marmolatagruppe im Trentino. Die in der Regel von Mitte Juni bis Anfang Oktober geöffnete Hütte verfügt über 20 Schlafplätze.

## Lage und Umgebung
Die 1996 errichtete Hütte liegt in der zur Marmolatagruppe in den Dolomiten gehörenden Monzoni-Vallaccia Gruppe auf 2275 m s.l.m. Sie steht etwa 200 Höhenmeter unterhalb der zwischen Cima Undici (2550 m) und Punta Vallaccia (2637 m) gelegenen Vallaccia-Scharte im Valon de Valacia auf der orographisch linken Seite des Valle dei Monzoni.

## Zugänge
- Von Malga Crocefisso, 1522 m ⊙ auf Talstraße bis Malga Monzoni dann Weg 603, 624 in 2 ½ Stunden

## Nachbarhütten und Übergänge
- Zum Rifugio Monzoni, 2046 m ⊙ auf Weg 624, 603B in 1 Stunde
- Zum Bivacco Zeni, 2100 m ⊙ in 1 ½ Stunden